# Limatula gwyni
Limatula gwyni är en musselart som först beskrevs av William Henry Sykes 1903.  Limatula gwyni ingår i släktet Limatula och familjen filmusslor. Enligt den svenska rödlistan är arten otillräckligt studerad i Sverige. Arten förekommer i Götaland. Artens livsmiljö är havet. Inga underarter finns listade i Catalogue of Life.